# 安东尼奥·卡洛斯·奥尔特加
安东尼奥·卡洛斯·奥尔特加（西班牙語：Antonio Carlos Ortega，1971年7月14日—），西班牙男子手球运动员。他曾代表西班牙参加2000年和2004年夏季奥林匹克运动会手球比赛，其中2000年奥运会获得一枚铜牌。